# 香港會

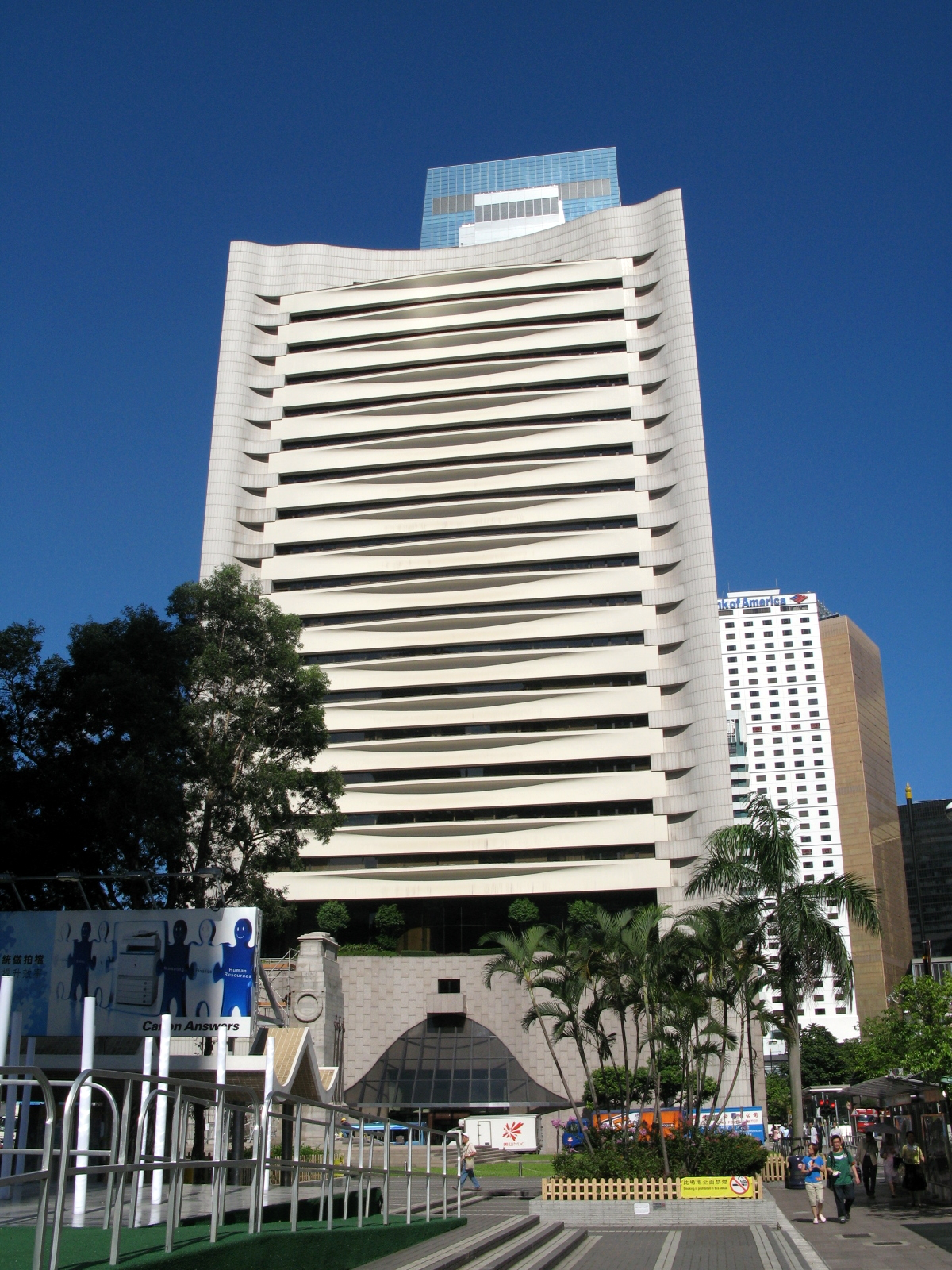
樓高21層的香港會所大廈

香港會，又名香港會所，是香港一家私人會所，位於中環遮打道3號A。
香港會創辦於1846年，提供高級商務及飲食服務，會所設有保齡球館和圖書館等設施。
會員包括政府官員和貿易公司的負責人，目前擁有約1,550名常駐會員，會員須透過邀請和經過投票後方可加入。

## 香港會所大廈
原香港會大廈位於雲咸街之側。

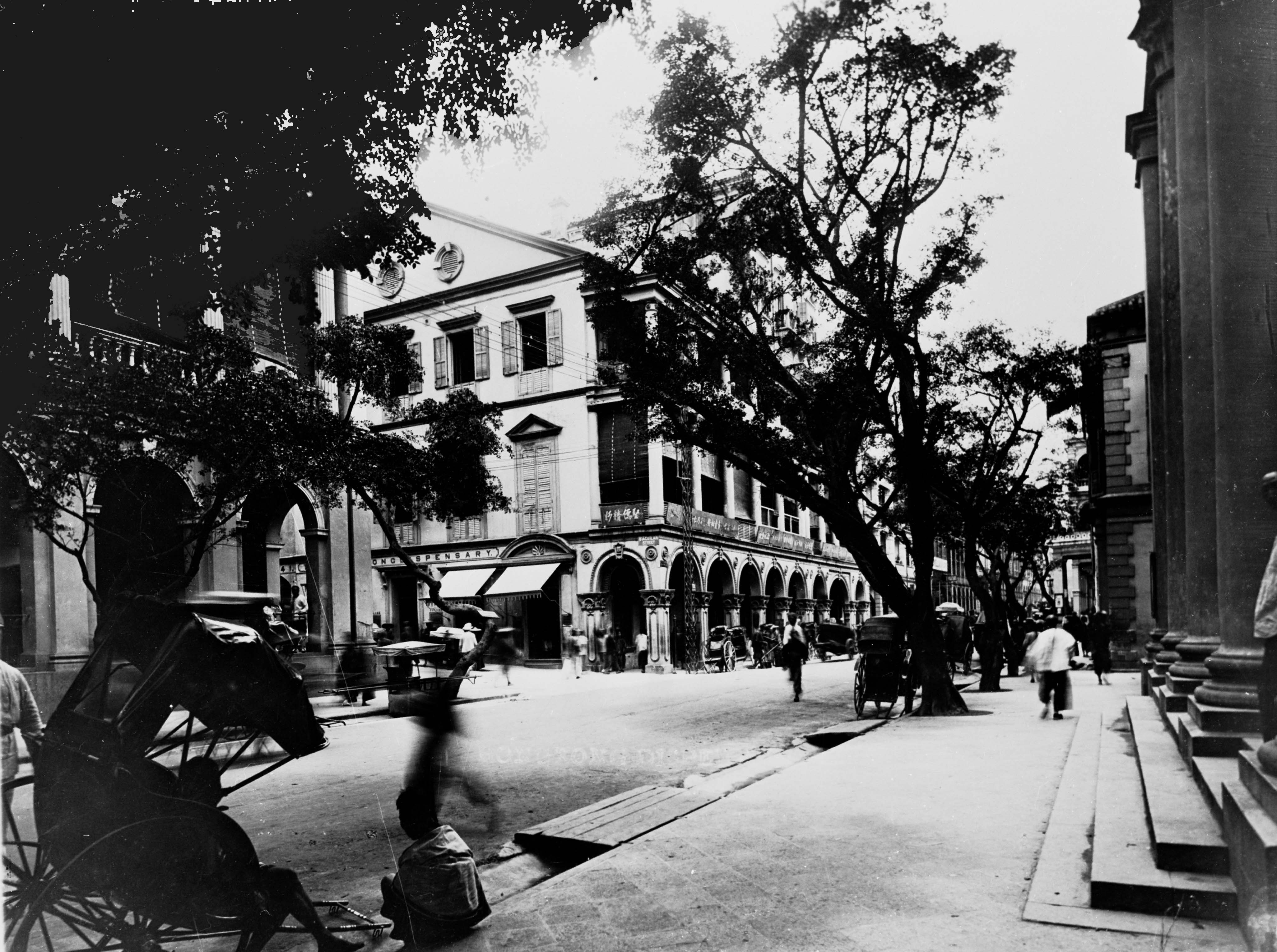
1890年的香港會

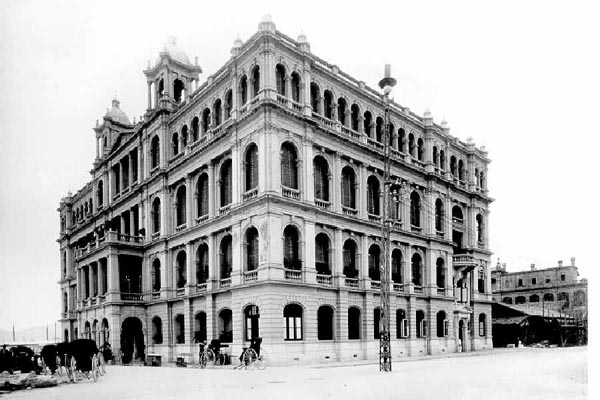
1900年的香港會

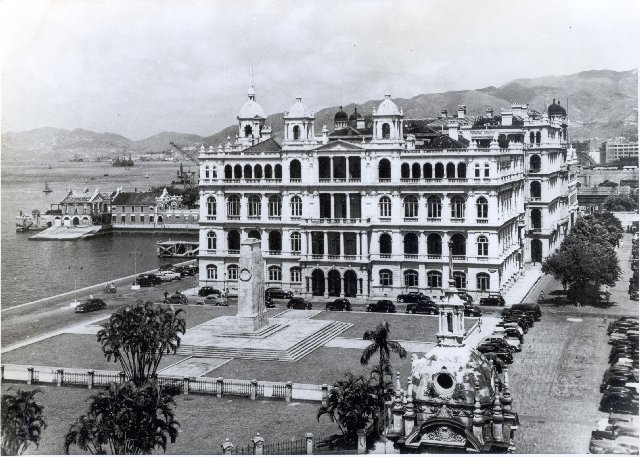
1928年的香港會

第二代香港會大廈建於1897年，為4層高，是當時其中一座文藝復興風格建築物，設計精緻。
現在的香港會所大廈在1984年落成啟用，樓高22層，設有8層會所設施，7至22樓為辦公室，由置地公司代為發展，澳洲籍建築師亨利·施得拿（Harry Seidler）設計。

## 實景

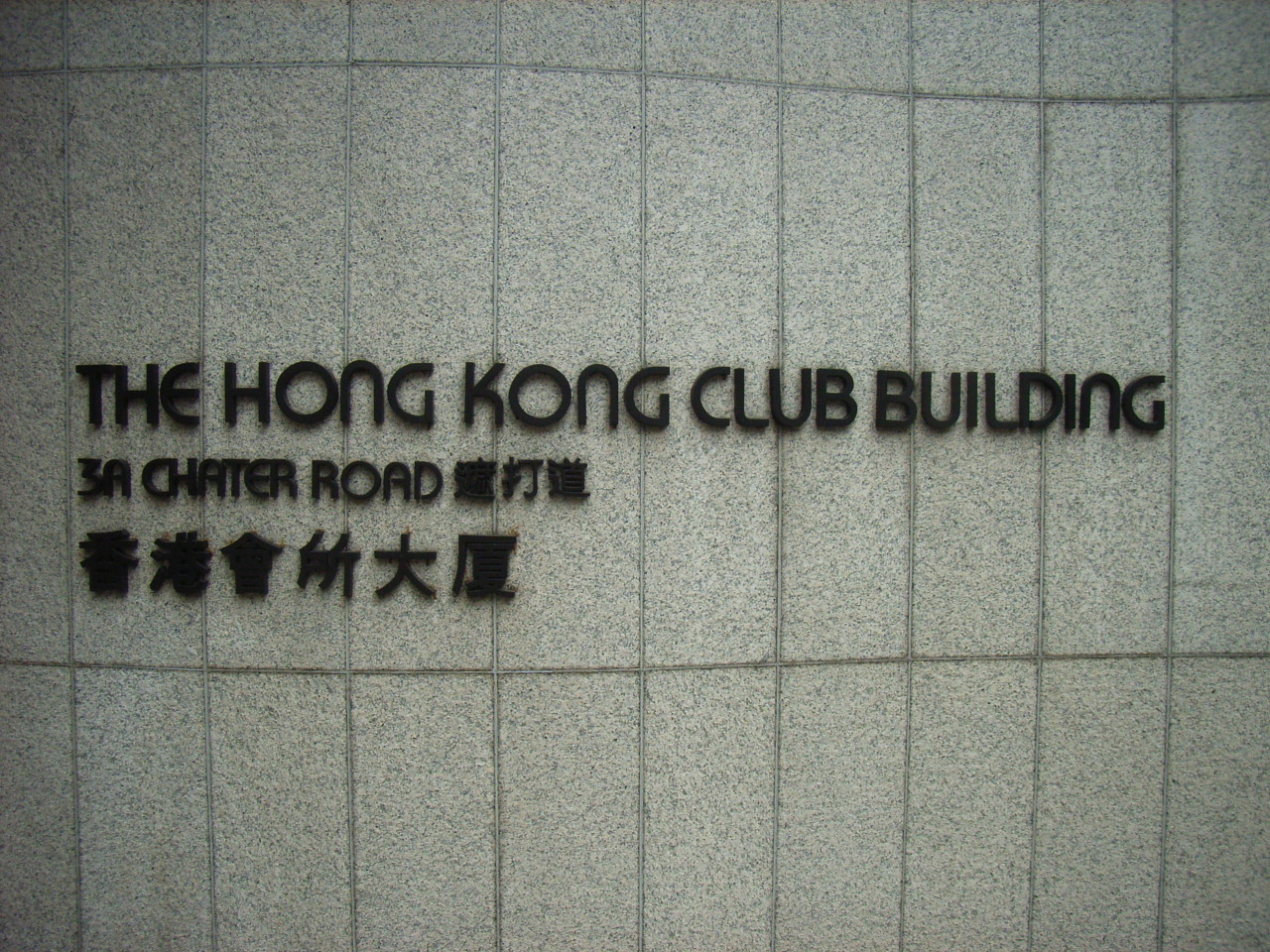
香港會所大廈
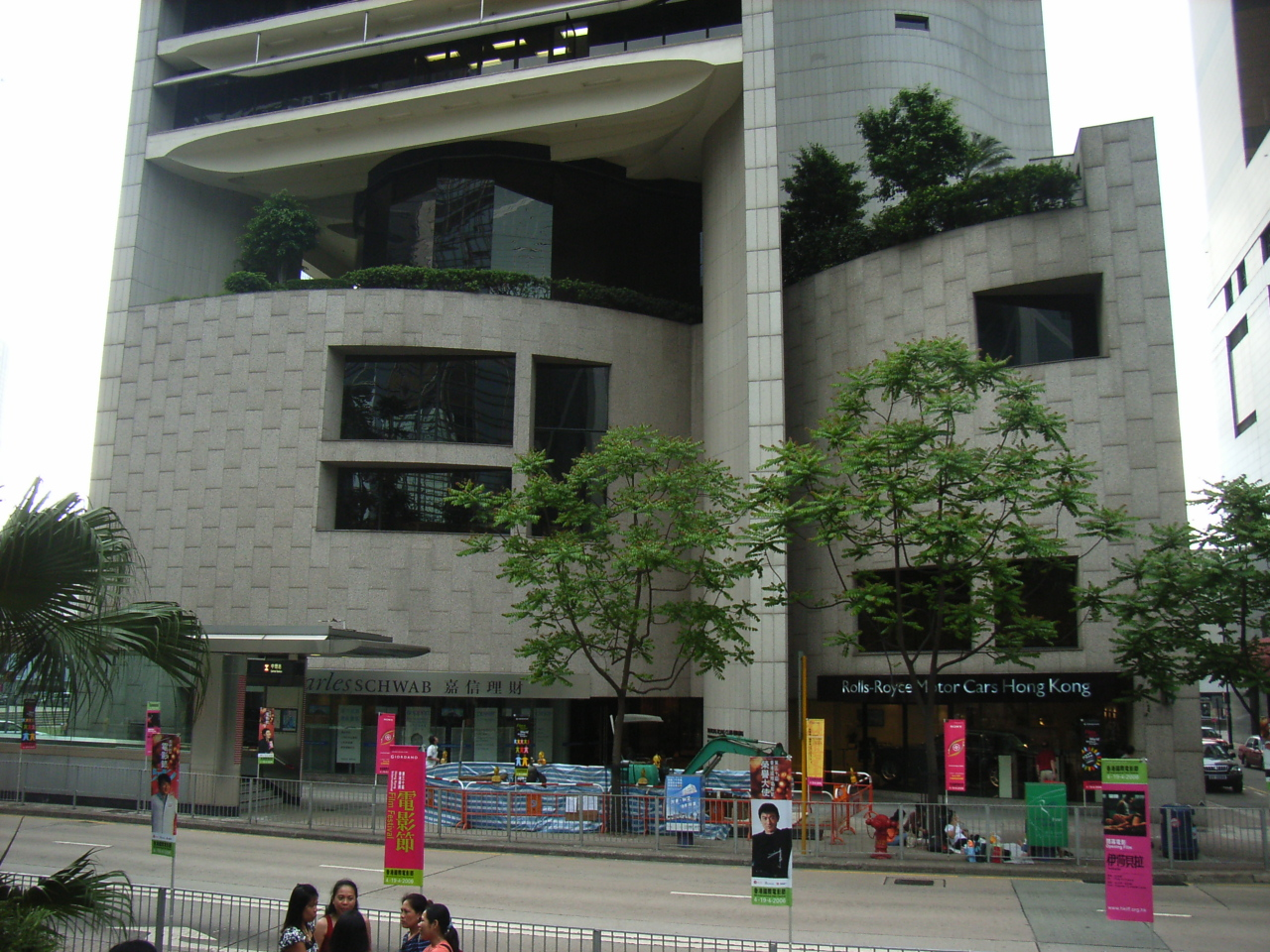
香港會所大廈正門

## 鄰近
- 港鐵中環站
- 遮打花園
- 和平紀念碑
- 友邦金融中心
- 香港立法會大樓
- 香港大會堂

## 積極參與賽馬活動
由1970年代中期至今，香港會以團體名義在馬會擁有名下馬匹，包括博愛、瑞星郡、生霸、江湖客、會所勇士、會所精神、會所之音、會所之王、強者、勇者、皇者、成者、勁者（HOLIGAN）、迅者、智者、善者、勝者、叻者、健者、勁者（CLUB ACE）。

## 外部連結
- The Hong Kong Club Building (Official Website)
- THE HERITAGE OF HONG KONG HISTORY （页面存档备份，存于）